# 储声虹
储声虹（1920年—2001年），男，贵州贵阳人，中国声乐教育家，曾任中国音乐家协会常务理事。